# خليل غانم
خليل غانم (مواليد 12 نوفمبر 1964) هو لاعب كرة قدم. يلعب مع منتخب الإمارات العربية المتحدة لكرة القدم. سبق له أن لعب في كأس العالم لكرة القدم مع منتخب بلاده.

## روابط خارجية
- خليل غانم على موقع الاتحاد الدولي (مؤرشف)  (الإنجليزية)
- خليل غانم على موقع قاعدة بيانات كرة القدم.إي يو (الإنجليزية)
- خليل غانم على موقع ناشيونال فوتبول تيمز (الإنجليزية)
- خليل غانم على موقع عالم كرة القدم.نت (الإنجليزية)